# Cosia

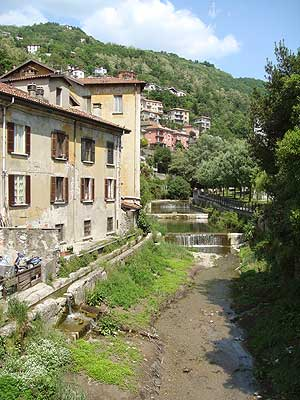
Il Cosia al ponte di San Martino, Como

Il Cosia (in comasco La Coeusa) è un torrente della provincia di Como.

## Idrografia
Le sue sorgenti si trovano sul monte Bollettone (1.317 metri). Dopo un percorso di circa 16 km attraverso i comuni di Albese con Cassano, Tavernerio e Como, si getta nel lago di Como presso il monumento ai caduti. Subito dopo l'ingresso nel capoluogo, il suo corso viene coperto (in prossimità del ponte ferroviario Trenord e della Stazione di Como Borghi) dalla sede stradale, fino alla foce.
I suoi affluenti sono (partendo dalla sorgente fino alla foce):
- Il torrente Valloni (che si immette nel Cosia, da destra, ad Albese con Cassano, alle coordinate 45.807646, 9.171730)
- Il torrente Tisone (immissario, da destra, a Tavernerio alle coordinate 45.804877, 9.156543, il quale passa accanto all'Oratorio di San Fereolo).
- Il torrente Valle Bollini (immissario, da destra, a Tavernerio alle coordinate 45.799118, 9.144686, che nasce sul Monte Astele e talvolta erroneamente indicato come Torrente Bottini)
- Il Valletto Rovascio (immissario da sinistra a Lipomo alle coordinate 45.799540, 9.130637)
- Il Valletto Cà Rota (immissario da sinistra a Lipomo alle coordinate 45.798914, 9.127474)
- Il torrente Valle del Ponte (immissario, da destra, a Solzago alle coordinate 45.800226, 9.126847 e precedentemente indicato come Torrente Bottini, a causa di un ponte, così nominato, su una sua cascata)[4]
- Il torrente Valle Scott (immissario, da destra, a Camnago Volta alle coordinate 45.805146, 9.105034)
- Il Valletto Navedano (immissario a Como nell'omonimo quartiere, alle coordinate 45.800869, 9.114599)
- Il Valletto Pannilani (immissario a Como alle coordinate 45.802282, 9.107550)
- Il torrente Valle Pianazza (che nasce nel comune di Civiglio ed è immissario, da destra, a Como alle coordinate 45.805428, 9.103080)
- La Roggia San Giuseppe (immissario da sinistra a Como alle coordinate 45.802806, 9.093517)
- Il Fiume Aperto (immissario da sinistra a Como in prossimità attuale Piazzale Giulio Cesare alle coordinate 45.801264, 9.089235. La confluenza avviene sotto la superficie urbana)
- Il torrente Respaù (immissario da sinistra a Como alle coordinate 45.803557, 9.082397. La confluenza avviene sotto la superficie urbana)
- La Roggia Viale Varese (immissario da sinistra a Como alle coordinate 45.802657, 9.083674. La confluenza avviene sotto la superficie urbana)
- La Roggia Sant'Euticchio (immissario da sinistra a Como alle coordinate 45.807124, 9.076760. La confluenza avviene sotto la superficie urbana)
- La Roggia Santa Marta (immissario da sinistra a Como alle coordinate 45.809534, 9.074825. La confluenza avviene sotto la superficie urbana)

## Flora e Fauna
Rara l'ittiofauna costituita quasi esclusivamente da vaironi, piccoli ciprinidi tipici di acque non inquinate.

## Storia

### Le alluvioni
Per cammin tortuoso e ne' suoi vortici /
Con sè rapir uomini, armenti e case /
Ogni riparo superato»
(Benedetto Giovio, De fontibus)
Nel corso dei secoli, il torrente Cosia si rese più volte protagonista di straripamenti.
La più antica esondazione documentata risale al 1490, evento che provocò un allagamento del monastero di Rondineto. Un altro straripamento, menzionato da Benedetto Giovio nella sua opera intitolata De fontibus, sarebbe avvenuto nel 1527. Un'altra grave alluvione provocata dal Cosia si verificò il 14 ottobre 1607 e fu descritta dallo storico Primo Tatti nella sua vita di Giovanni da Meda: l'esondazione rovinò i monasteri di santa Chiara e santa Margherita, il Collegio Gallio con la sua chiesa, che conteneva le spoglie di San Giovanni da Meda, e la chiesa di Rondineto che, a causa della distruzione, venne sconsacrata e ricostruita in un altro sito. Un'ulteriore alluvione si verificò tre anni dopo, quando strariparono anche il Fiume Aperto e il Valduce.
Distruttive furono anche le esondazioni avvenute negli anni 1646, 1667 e 1673, con le prime due che provocarono il crollo di parte delle mura di Como e l'ultima a portarsi via il ponte dell'attuale piazzale di San Rocchetto.
La più recente alluvione è quella che colpì Tavernerio l'8 novembre 1951, provocando, oltre ad ingenti danni, 16 vittime.

### La canalizzazione del tratto finale
Al fine di ridurre il rischio di alluvioni per la città di Como, attorno al 1761 fu presentato un progetto di deviazione delle acque del Cosia verso i quartieri cittadini di San Giuliano e di San Vitale. Il progetto non venne tuttavia mai realizzato. 
Nel corso del Novecento, il tratto a valle delle attuali vie Aldo Moro e Magenta fu completamente coperto. I lavori di copertura dell'alveo nella parte finale del torrente durarono, a varie riprese, dal 1930 al 1970. Si resero necessari sia per limitare i danni delle sporadiche piene, che per supportare lo sviluppo urbanistico che la città stava vivendo in quegli anni, necessitando di nuove arterie stradali urbane e infrastrutturali in generale.